# Cheon Sang-byeong
Cheon Sang-byeong (* 29. Januar 1930 in Japan; † 28. April 1993) war ein südkoreanischer Lyriker.

## Leben
Cheon Sang-byeong zog 1945 nach Korea in die Stadt Masan. 1949, noch als Schüler, veröffentlichte er sein erstes Gedicht. Er schrieb sich an der Seoul National University ein, machte jedoch keinen Abschluss.
Im Jahr 1967 wurde er in den Ostberliner Spionage-Zwischenfall verwickelt und kam daraufhin für sechs Monate ins Gefängnis, wo er auch gefoltert wurde. Psychisch und körperlich misshandelt, betäubte er sich mit Alkohol. Als er bewusstlos auf der Straße aufgefunden wurde, verständigte man nicht seine Familie oder Freunde, sondern brachte ihn gegen seinen Willen in eine psychiatrische Anstalt. Seine Familie glaubte, er sei tot, und veröffentlichte in Erinnerung an ihn einen Sammelband seiner Gedichte. Cheon Sang-byeong erholte sich jedoch und erlangte wieder Stabilität in seinem Leben, nachdem er geheiratet hatte. Er begann daraufhin, wieder Gedichte zu schreiben.
Seine Gedichte sind für ihre Einfachheit und Klarheit bekannt.
Auch nach seinem Tod verloren seine Werke nicht an Beliebtheit, und der damit verknüpfte Erfolg brach nicht ab. So wird seit 2004 der „Cheon Sang-byeong Lyrikpreis“ verliehen und jährlich ein Festival in seinem Namen abgehalten.
Seine Frau Mok Sun-ok schrieb ein Buch über das Leben mit dem Autor, welches 2006 im Englischen unter dem Titel My Husband the Poet erschien.

## Arbeiten

### Koreanisch
Gedichtsammlungen
- 새 Vogel (1971)
- 주막에서 In der Kneipe (1979)
- 저승가는데도 여비가든다면 Wenn auch die Reise ins Jenseits Geld kostet (1987)
- 귀천 Rückkehr in den Himmel (1989)
- 도적놈 셋이서 Es waren drei Diebe (1990)
- 요놈 요놈 요 이쁜놈 Hübsches Kerlchen (1991)
- 아름다운 이세상 소풍 끝내는 날 Der Tag, an dem der Ausflug in diese schöne Welt endet (1991)
- 나 하늘로 돌아가네 Ich gehe zurück in den Himmel (1993)

Essaysammlung
- 한낮의 별빛을 너는 보느냐 Siehst du das Sternenlicht zur Mittagsstunde? (1994)

Prosasammlung
- 괜찮다 괜찮다 다 괜찮다 Es ist ok, es ist ok, es ist alles ok (1990)

### Übersetzungen ins Englische
- Back to Heaven: Selected Poems of Ch'on Sang Pyong (Cornell East Asia Series Volume 77), Cornell University East Asia Program (1995)

## Auszeichnungen
- 2003: 은관문화훈장 (Kulturorden in Silber)